# Блэкпул (аэропорт)

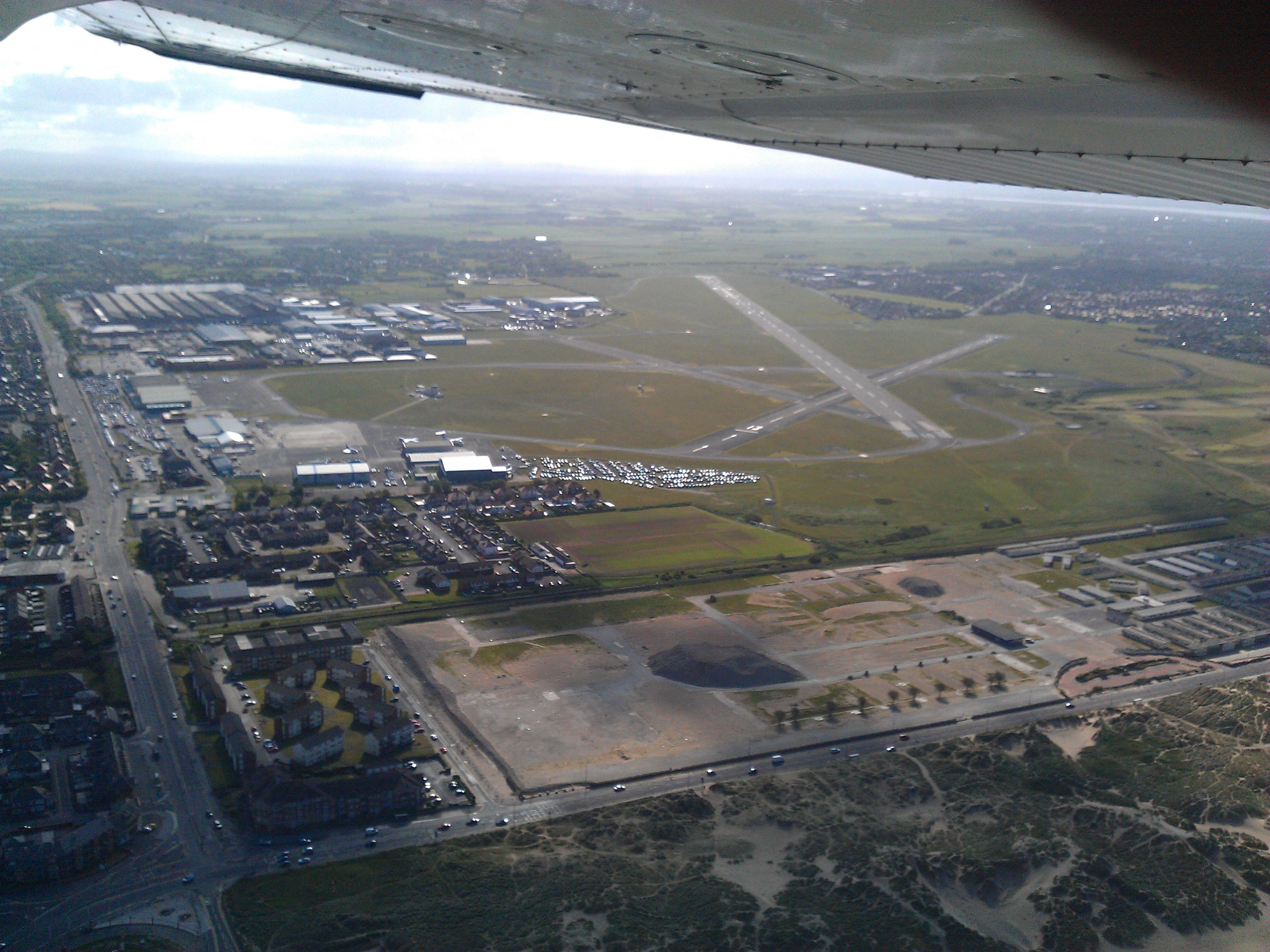
Вид на аэропорт с воздуха

Международный аэропорт Блэкпул (англ. Blackpool International Airport) (ИАТА: BLK, ИКАО: EGNH) — небольшой международный аэропорт в 4.8 км к юго-востоку от Блэкпула, Ланкашир в Северо-Западной Англии.
Владельцем и оператором аэропорта является City Hopper Airports Limited, которой также принадлежит аэропорт Вулвергемптон и аэропорт Бьелла в Италии, однако в данный момент проходит выход из бизнеса одного из партнёров. MAR Properties Ltd получит полный контроль наж аэропортами Блэкпула и Вулверхэмптона.
Аэропорт Блэкпула имеет публичную лицензию аэродрома (номер P724), которая разрешает перевозку пассажиров и обучение полётам.
В аэропорту присутствуют несколько регулярных авиакомпаний, а также авиакомпании, совершающие сезонные чартерные рейсы и рейсы выходного дня. Вертолеты обслуживают оффшорные газовые платформы на северо-западе Ирландского моря.
Пассажиропоток в последние годы значительно увеличивался — с 377,035 в 2005 до 558,278 в 2007. Важную роль в этом росте сыграли лоу-кост авиакомпании, такие как Ryanair и Jet2.com.

## История
Впервые на территории аэропорта авиационное мероприятие было проведено в октябре 1909, когда был проведен первый в Великобритании Flying Meeting, за которым последовал второй — в 1910. В 1930-е небольшие британские авиакомпании пользовались лётным полем. Во время Второй мировой войны Vickers организовал здесь производство самолётов, за годы войны было произведено несколько тысяч бомбардировщиков Vickers Wellington.
В 1949 аэродром перешёл под контроль Министерства Гражданской Авиации и был переименован в Аэропорт Блэкпул. В середине 1950-х реактивные истребители Hawker Hunter производились в северо-восточной части лётного поля.
С этого времени аэропорт постоянно расширился, создавая инфраструктуру для приёма вертолётов для British Gas и привлекая регулярные рейсы лоу-кост перевозчиков Jet2.com и Ryanair, а также обеспечивая рейсы небольших операторов на остров Мэн. После Второй мировой войны Squires Gate также был центром частной авиации, аэроклубов и общей авиации.
В 2005 Jet2.com стал первым крупным авиаперевозчиком, который создал базу в Блэкпульском Аэропорту. Это создало около 50 новых рабочих мест и повысило пассажирооборот. Сегодня эта авиакомпания обслуживает семь назначений из аэропорта — шесть в Испании и Канарских островах (Пальма де Майорка, Аликанте, Мурсия, Тенерифе, Малага) (Фараон). Jet2 также обслуживает внутренний рейс в Белфаст
В том же 2005 году Monarch Airlines открыли новый маршрут в Малагу три раза в неделю. Тем не менее через год авиакомпания прекратила выполнять эти рейсы в связи с низкой загрузкой. Jet2.com объявил об открытии собственных частот в Малагу.
В феврале 2006 аэропорт завершил реконструкцию стоимостью 2 млн фт. ст., главными направлениями которой стали здание терминала и автостоянки. Появилось больше стоек регистрации, новые мощности по производству бортпитания, новое информационное бюро, открытый зал вылета, увеличилось количество гейтов, торговая зона, новая информационная система, дополнительные багажные ленты, а также изменился логотип и дизайн помещений. Построена новая долговременная автостоянка за счёт расширения старой. В 2006 также была увеличена зона стоянок самолётов.
Авиакомпания Manx2 открыла рейсы с низкими ценами на билеты на остров Мэн с частотой до 4 раз в день, вытеснив с этого направления другого оператора. С января 2007 количество рейсов удвоилось.
6 мая 2008 Balfour Beatty приобрела долю в аэропорту в 95 % за 14 млн фт. ст. Компании также принадлежит аэропорт Эксетера, который она приобрела в 2007, и где пассажирооборот очень быстро возрос. Компания объявила о том, что её приоритетом станет восстановления авиасообщения с Лондоном, которое было прервано в 2007, когда Ryanair отменила рейс в Станстед.

## Авиакомпании
- Jet2.com
- Manx2
- Ryanair
- Thomsonfly

## Транспорт
- Железнодорожный транспорт — станция Squires Gate. Прямые поезда Northern Rail на станции Блэкпул Южный, Престон и Коулн.
- Автобус — Маршруты Blackpool Transport 1 (летний), 7, 11, 16 и Stagecoach 68 и X61 соединяют аэропорт с Блэкпулом и Флитвудом, а также Lytham St Annes, Престоном и Манчестером.
- Трамвай — От остановки Starr Gate идут вагоны Блэкпульского трамвая в Блэкпул.
- Такси — Можно заказать по телефону в терминале.

## Внешние ссылки
- Официальный сайт